# Liste der Bodendenkmäler in Loiching
Auf dieser Seite sind die Bodendenkmäler in der niederbayerischen Gemeinde Loiching zusammengestellt. Diese Tabelle ist eine Teilliste der Liste der Bodendenkmäler in Bayern. Grundlage ist die Bayerische Denkmalliste, die auf Basis des Bayerischen Denkmalschutzgesetzes vom 1. Oktober 1973 erstmals erstellt wurde und seither durch das Bayerische Landesamt für Denkmalpflege geführt wird. Die folgenden Angaben ersetzen nicht die rechtsverbindliche Auskunft der Denkmalschutzbehörde.

## Bodendenkmäler der Gemeinde Loiching

### Bodendenkmäler in der Gemarkung Loiching
| Lage                | Objekt | Akten-Nr.     | Bild |
| ------------------- | --- | ------------- | ---- |
| Loiching (Standort) | Frühmittelalterliches Reihengräberfeld. | D-2-7340-0009 |      |
| Loiching (Standort) | Teilstück der Römerstraße Landshut-Moos. | D-2-7340-0010 |      |
| Loiching (Standort) | Siedlung vor- und frühgeschichtlicher Zeitstellung. | D-2-7340-0018 |      |
| Loiching (Standort) | Siedlung vor- und frühgeschichtlicher Zeitstellung. | D-2-7340-0019 |      |
| Loiching (Standort) | Siedlung des Neolithikums, unter anderem des Mittelneolithikums, der Stichbandkeramik, der Gruppe Oberlauterbach und der Münchshöfener Gruppe, sowie der Metallzeiten, unter anderem der Bronzezeit, und der römischen Kaiserzeit. Bestattungsplatz der Gruppe Oberlauterbach.                                             | D-2-7340-0021 |      |
| Loiching (Standort) | Siedlung der Bronzezeit und Latènezeit. | D-2-7340-0022 |      |
| Loiching (Standort) | Siedlung vorgeschichtlicher Zeitstellung. | D-2-7340-0023 |      |
| Loiching (Standort) | Siedlung vor- und frühgeschichtlicher Zeitstellung. | D-2-7340-0024 |      |
| Loiching (Standort) | Siedlung vor- und frühgeschichtlicher Zeitstellung. | D-2-7340-0025 |      |
| Loiching (Standort) | Siedlung vor- und frühgeschichtlicher Zeitstellung. | D-2-7340-0026 |      |
| Loiching (Standort) | Siedlung, verebnetes Grabenstück und verebnetes Grabenwerk (Viereckschanze der späten Latènezeit) vor- und frühgeschichtlicher Zeitstellung. | D-2-7340-0027 |      |
| Loiching (Standort) | Siedlung vorgeschichtlicher Zeitstellung. | D-2-7340-0112 |      |
| Loiching (Standort) | Verebneter Graben vor- und frühgeschichtlicher bzw. mittelalterlich-frühneuzeitlicher Zeitstellung. | D-2-7340-0113 |      |
| Loiching (Standort) | Siedlung vor- und frühgeschichtlicher Zeitstellung. | D-2-7340-0114 |      |
| Loiching (Standort) | Siedlung vor- und frühgeschichtlicher Zeitstellung. | D-2-7340-0115 |      |
| Loiching (Standort) | Siedlung vor- und frühgeschichtlicher Zeitstellung. | D-2-7340-0116 |      |
| Loiching (Standort) | Siedlung vor- und frühgeschichtlicher Zeitstellung. | D-2-7340-0117 |      |
| Loiching (Standort) | Siedlung und verebnetes Grabenwerk vor- und frühgeschichtlicher Zeitstellung. | D-2-7340-0118 |      |
| Loiching (Standort) | Siedlung und verebnete Gräben vor- und frühgeschichtlicher Zeitstellung. | D-2-7340-0119 |      |
| Loiching (Standort) | Siedlung vor- und frühgeschichtlicher Zeitstellung. | D-2-7340-0120 |      |
| Loiching (Standort) | Siedlung vor- und frühgeschichtlicher Zeitstellung. | D-2-7340-0121 |      |
| Loiching (Standort) | Siedlung vor- und frühgeschichtlicher Zeitstellung. | D-2-7340-0122 |      |
| Loiching (Standort) | Siedlung vor- und frühgeschichtlicher Zeitstellung. | D-2-7340-0124 |      |
| Loiching (Standort) | Siedlung vor- und frühgeschichtlicher Zeitstellung. | D-2-7340-0125 |      |
| Loiching (Standort) | Siedlung vor- und frühgeschichtlicher Zeitstellung. | D-2-7340-0126 |      |
| Loiching (Standort) | Verebnetes Grabenwerk vor- und frühgeschichtlicher Zeitstellung. | D-2-7340-0127 |      |
| Loiching (Standort) | Siedlung vorgeschichtlicher Zeitstellung. | D-2-7340-0129 |      |
| Loiching (Standort) | Untertägige Befunde des Mittelalters und der frühen Neuzeit im Bereich der Katholischen Pfarrkirche St. Peter und Paul mit zugehörigem, ummauerten Friedhof und spätmittelalterlicher Seelenkapelle in Loiching, darunter die Spuren von Vorgängerbauten bzw. älteren Bauphasen. Siehe auch: St. Peter und Paul (Loiching) | D-2-7340-0305 |      |
| Loiching (Standort) | Siedlung vorgeschichtlicher Zeitstellung. | D-2-7340-0325 |      |
| Loiching (Standort) | Frühmittelalterliches Reihengräberfeld. | D-2-7340-0326 |      |

### Bodendenkmäler in der Gemarkung Niederviehbach
| Lage                      | Objekt                                                                                         | Akten-Nr.     | Bild |
| ------------------------- | ---------------------------------------------------------------------------------------------- | ------------- | ---- |
| Niederviehbach (Standort) | Siedlung und verebneter Graben (eines Grabenwerkes) vor- und frühgeschichtlicher Zeitstellung. | D-2-7340-0172 |      |

### Bodendenkmäler in der Gemarkung Teisbach
| Lage                | Objekt                                                              | Akten-Nr.     | Bild |
| ------------------- | ------------------------------------------------------------------- | ------------- | ---- |
| Teisbach (Standort) | Verebneter Grabhügel bzw. Siedlung vorgeschichtlicher Zeitstellung. | D-2-7340-0106 |      |

### Bodendenkmäler in der Gemarkung Weigendorf
| Lage                  | Objekt | Akten-Nr.     | Bild |
| --------------------- | --- | ------------- | ---- |
| Weigendorf (Standort) | Siedlung des Neolithikums. | D-2-7340-0020 |      |
| Weigendorf (Standort) | Siedlung der Gruppe Oberlauterbach, der Münchshöfener und Altheimer Gruppe, der Bronzezeit, Hallstatt- und Latènezeit. | D-2-7340-0038 |      |
| Weigendorf (Standort) | Verebnete Grabhügel vorgeschichtlicher Zeitstellung, unter anderem der Bronzezeit. | D-2-7340-0039 |      |
| Weigendorf (Standort) | Siedlung des Mittelneolithikums und der Münchshöfener Gruppe. | D-2-7340-0040 |      |
| Weigendorf (Standort) | Siedlung des Neolithikums, unter anderem des Mittelneolithikums, der Stichbandkeramik, der Gruppe Oberlauterbach und der Münchshöfener Gruppe sowie der Bronzezeit und Latènezeit.                                                     | D-2-7340-0041 |      |
| Weigendorf (Standort) | Ebenerdiger Ansitz des Mittelalters. Siehe auch: Burgstall Obertaisbach | D-2-7340-0042 |      |
| Weigendorf (Standort) | Siedlung vorgeschichtlicher Zeitstellung. | D-2-7340-0130 |      |
| Weigendorf (Standort) | Siedlung vor- und frühgeschichtlicher Zeitstellung. | D-2-7340-0131 |      |
| Weigendorf (Standort) | Siedlung und verebnete Gräben vor- und frühgeschichtlicher Zeitstellung. | D-2-7340-0132 |      |
| Weigendorf (Standort) | Siedlung vor- und frühgeschichtlicher Zeitstellung bzw. verebnete vorgeschichtliche Grabhügel. | D-2-7340-0133 |      |
| Weigendorf (Standort) | Untertägige Befunde des Mittelalters und der frühen Neuzeit im Bereich der Katholischen Kirche St. Martin in Piegendorf, darunter die Spuren von Vorgängerbauten bzw. älteren Bauphasen. Siehe auch: St. Martin (Piegendorf)           | D-2-7340-0332 |      |
| Weigendorf (Standort) | Siedlung vorgeschichtlicher und neolithischer Zeitstellung, unter anderem der Linear- und Stichbandkeramik, der Gruppe Oberlauterbach, der Münchshöfener Gruppe und der Bronzezeit oder Urnenfelderzeit.                               | D-2-7440-0004 |      |
| Weigendorf (Standort) | Frühmittelalterliche Reihengräber. | D-2-7440-0005 |      |
| Weigendorf (Standort) | Siedlung vorgeschichtlicher Zeitstellung, unter anderem der Münchshöfener Gruppe. | D-2-7440-0015 |      |
| Weigendorf (Standort) | Siedlung vorgeschichtlicher Zeitstellung, unter anderem der Münchshöfener Gruppe. | D-2-7440-0016 |      |
| Weigendorf (Standort) | Siedlung der Stichbandkeramik, der Gruppe Oberlauterbach, der Münchshöfener und Altheimer Gruppe sowie der Bronzezeit. | D-2-7440-0017 |      |
| Weigendorf (Standort) | Siedlung der Münchshöfener Gruppe und der Bronzezeit sowie verebnete Grabhügel vorgeschichtlicher Zeitstellung. | D-2-7440-0018 |      |
| Weigendorf (Standort) | Siedlung vorgeschichtlicher Zeitstellung, unter anderem der Linearbandkeramik. | D-2-7440-0019 |      |
| Weigendorf (Standort) | Siedlung der Münchshöfener Gruppe. | D-2-7440-0020 |      |
| Weigendorf (Standort) | Siedlung vor- und frühgeschichtlicher Zeitstellung. | D-2-7440-0021 |      |
| Weigendorf (Standort) | Siedlung der Stichbandkeramik, der Münchshöfener und Altheimer Gruppe sowie des frühen Mittelalters. | D-2-7440-0022 |      |
| Weigendorf (Standort) | Verebnetes Grabenwerk vor- und frühgeschichtlicher Zeitstellung (Viereckschanze der späten Latènezeit). | D-2-7440-0023 |      |
| Weigendorf (Standort) | Siedlung vor- und frühgeschichtlicher Zeitstellung. | D-2-7440-0024 |      |
| Weigendorf (Standort) | Siedlung vor- und frühgeschichtlicher Zeitstellung. | D-2-7440-0025 |      |
| Weigendorf (Standort) | Siedlung vor- und frühgeschichtlicher Zeitstellung. | D-2-7440-0026 |      |
| Weigendorf (Standort) | Siedlung vor- und frühgeschichtlicher Zeitstellung. | D-2-7440-0027 |      |
| Weigendorf (Standort) | Verebnete Grabhügel vorgeschichtlicher Zeitstellung. | D-2-7440-0028 |      |
| Weigendorf (Standort) | Siedlung vor- und frühgeschichtlicher Zeitstellung. | D-2-7440-0029 |      |
| Weigendorf (Standort) | Verebnetes Grabenwerk vor- und frühgeschichtlicher Zeitstellung. | D-2-7440-0030 |      |
| Weigendorf (Standort) | Siedlung des Neolithikums. | D-2-7440-0157 |      |
| Weigendorf (Standort) | Untertägige Befunde des Mittelalters und der frühen Neuzeit im Bereich der Katholischen Kirche St. Leonhard in Weigendorf, darunter die Spuren von Vorgängerbauten bzw. älteren Bauphasen. Siehe auch: St. Leonhard (Weigendorf)       | D-2-7440-0213 |      |
| Weigendorf (Standort) | Untertägige Befunde der frühen Neuzeit im Bereich der Katholischen Kirche St. Elisabeth in Göttersdorf, darunter die Spuren von Vorgängerbauten bzw. älteren Bauphasen. Siehe auch: St. Elisabeth (Göttersdorf)                        | D-2-7440-0240 |      |
| Weigendorf (Standort) | Untertägige Befunde der frühen Neuzeit im Bereich der Katholischen Kirche St. Stephan in Oberspechtrain, darunter die Spuren von Vorgängerbauten bzw. älteren Bauphasen. Siehe auch: St. Stephan (Oberspechtrain)                      | D-2-7440-0244 |      |
| Weigendorf (Standort) | Untertägige Befunde des Mittelalters und der frühen Neuzeit im Bereich der Katholischen Kirche St. Jakobus in Wendelskirchen, darunter die Spuren von Vorgängerbauten bzw. älteren Bauphasen. Siehe auch: St. Jakobus (Wendelskirchen) | D-2-7440-0252 |      |
| Weigendorf (Standort) | Siedlung der frühen Neuzeit. | D-2-7440-0254 |      |